# WSO2 Carbon
WSO2 Carbon  هو منصة أساسية يتم بناء منتجات WSO2 الوسيطة عليها. يعتمد على تقنية جافا (لغة برمجة) أو إس جي أي (Java OSGi)، والتي تسمح بتركيب المكونات ديناميكيًا وبدء تشغيلها وإيقافها وتحديثها وإلغاء تثبيتها، كما أنه يقضي على تعارضات إصدار المكونات. في Carbon، تُترجم هذه القدرة إلى جوهر صلب من المكونات الأساسية للمؤسسات الوسيطة الشائعة، بما في ذلك التجميع والأمان والتسجيل والمراقبة، بالإضافة إلى القدرة على إضافة مكونات لميزات محددة مطلوبة لحل سيناريو مؤسسة معين.
قُدم WSO2 Carbon في عام 2009 وحصل على جائزة إنفوورلد لعام 2009 "لأفضل برامج مفتوح المصدر" أو "Bossie".
في فبراير 2009، قدمت WSO2 إطار عمل WSO2 Carbon المكون القائم على مبادرة بوابة المصدر المفتوح (OSGi)، والذي صُمم ليكون أساسًا لجميع منتجات WSO2 البرمجية. أُصدرت نسخة من الإصدار 5.3.0 من WSO2 Carbon Kernel مفتوح المصدر في ديسمبر 2022 وحُدث في يناير 2023.